# James Carr (Filmproduzent)
James Carr (* 1911 in Kirkby Stephen, Westmorland, England; † 3. Mai 1981) war ein britischer Filmproduzent.

## Leben
Carr trat 1936 zunächst als Kameramann bei einem Kurzfilm in Erscheinung, drehte 1940 einen eigenen Film und war anschließend ab 1941 bis einschließlich 1977 an mehr als 40 Kurzfilmen als Produzent beteiligt.
1954 war Carr für den Kurzfilm They Planted a Stone für den Oscar in der Kategorie Bester Dokumentar-Kurzfilm nominiert. 1958 folgte eine Nominierung für den Besten Kurzfilm. Im Jahr darauf erhielt er seine dritte und letzte Oscarnominierung, dieses Mal in der Kategorie Bester Dokumentarfilm.

## Filmografie (Auswahl)
- 1953: They Planted a Stone
- 1957: Foothold on Antarctica
- 1959: Quer durch die Antarktis (Antarctic Crossing)